# 밀로시 판토비치
밀로시 판토비치(세르비아어: Милош Пантовић, Miloš Pantović, 1996년 7월 7일 ~ )는 세르비아의 축구 선수로, 현재 벨기에 프로 리그의 오이펜에서 공격수로 활약하고 있다.